# 長絲鰭大花鮨
長絲鰭大花鮨，為輻鰭魚綱鱸形目鱸亞目鮨科的其中一種，分布於印度洋的泰國海域，棲息深度可達150公尺，體長可達29.3公分，為底棲性魚類，屬肉食性，生活習性不明。

## 擴展閱讀
維基物種上的相關：長絲鰭大花鮨